# DO Возничего
DO Возничего (лат. DO Aurigae) — двойная затменная переменная звезда типа Алголя (EA) в созвездии Возничего на расстоянии приблизительно 2950 световых лет (около 905 парсеков) от Солнца. Видимая звёздная величина звезды — от +14,6m до +14,1m. Орбитальный период — около 0,7887 суток (18,928 часов).

## Характеристики
Первый компонент — жёлто-оранжевая звезда спектрального класса K-G. Радиус — около 2,46 солнечных, светимость — около 3,395 солнечной. Эффективная температура — около 5000 К.